# Torre Faro
Torre Faro is een plaats (frazione) in de Italiaanse gemeente Messina.
In Torre Faro staat een voormalige hoogspanningsmast die behoorde tot de Hoogspanningskabel van Messina.

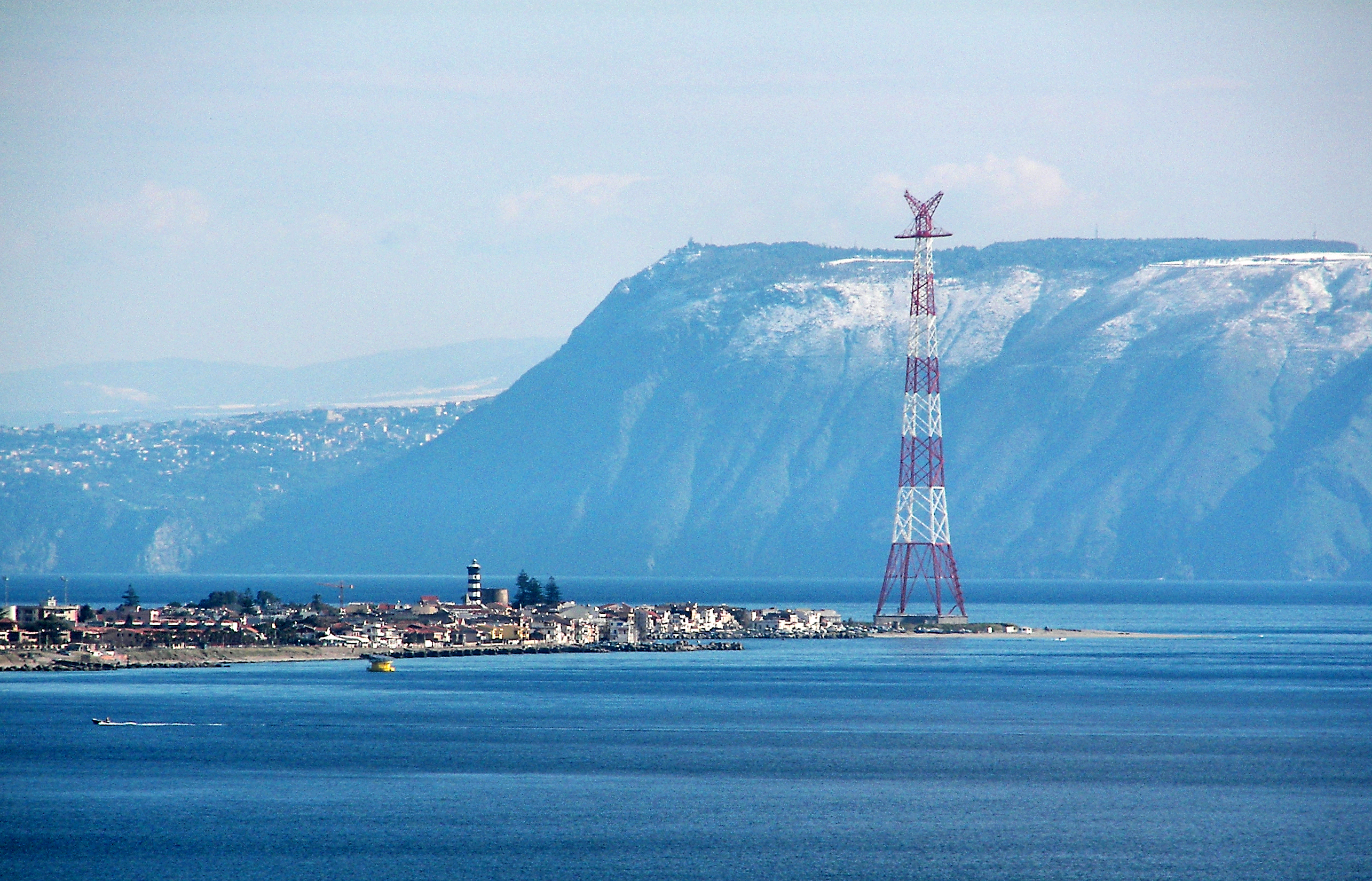
Torre Faro, met op de achtergrond het Italiaanse vasteland

De geplande Messinabrug is een langlopend project dat tot doel heeft een vaste verbinding over de Straat van Messina te creëren. De brug zou een enorme economische en toeristische impuls voor Sicilië betekenen. 